# Josh Bates
Josh Bates, właśc. Joshua Paul Bates (ur. 1 lutego 1996 w Barnsley) – brytyjski żużlowiec.

## Życiorys
Trzykrotny medalista młodzieżowych indywidualnych mistrzostwa Wielkiej Brytanii: dwukrotnie złoty (2014, 2016) oraz brązowy (2017). Dwukrotny finalista indywidualnych mistrzostw Wielkiej Brytanii (2016, 2020).
Finalista indywidualnych mistrzostw świata juniorów (2016 – X miejsce). Finalista drużynowych mistrzostw świata juniorów (2017 – IV miejsce). Uczestnik cyklu Grand Prix (GP Wielkiej Bryranii 2017 – jako zawodnik rezerwowy).
W lidze brytyjskiej reprezentant klubów Scunthorpe (2013), Plymouth (2013), Edinburgh (2013), Ipswich (2013, 2019), Rye House (2013), Sheffield (2014-2017), Wolves (2014, 2015), Birmingham (2014), Leicester (2014, 2017, 2019), Coventry (2016) oraz Peterborough (2019).